# Michel Pignolet de Montéclair
Michel Pignolet de Montéclair (Andelot-Blancheville, 4 de diciembre de 1667-Domont, 22 de septiembre de 1737) fue un compositor francés. 

## Biografía
Hijo de un tejedor, estudió en la catedral de Langres, donde fue alumno de Jean-Baptiste Moreau y Nicolas Goupillet. En 1687 se instaló en París, donde entró al servicio del príncipe de Vaudémont, con quien visitó Italia. En la capital francesa ejerció de profesor de música, actividad que compaginó con la redacción de varios tratados de música: Méthode pour apprendre la musique (1700), Méthode pour apprendre à jouer le violon (1720). En 1699 ingresó en la Académie Royale de Musique como contrabajo y fue nombrado director de la Ópera de París.
Su mayor éxito fue la ópera Jephté (1732). Otras obras suyas fueron: la ópera-ballet Les Fetes de l'été (1716), una misa de Réquiem (1735), tres suites para oboes, flautas y cuerda (1697) y veinte cantatas.